# Paul Bril

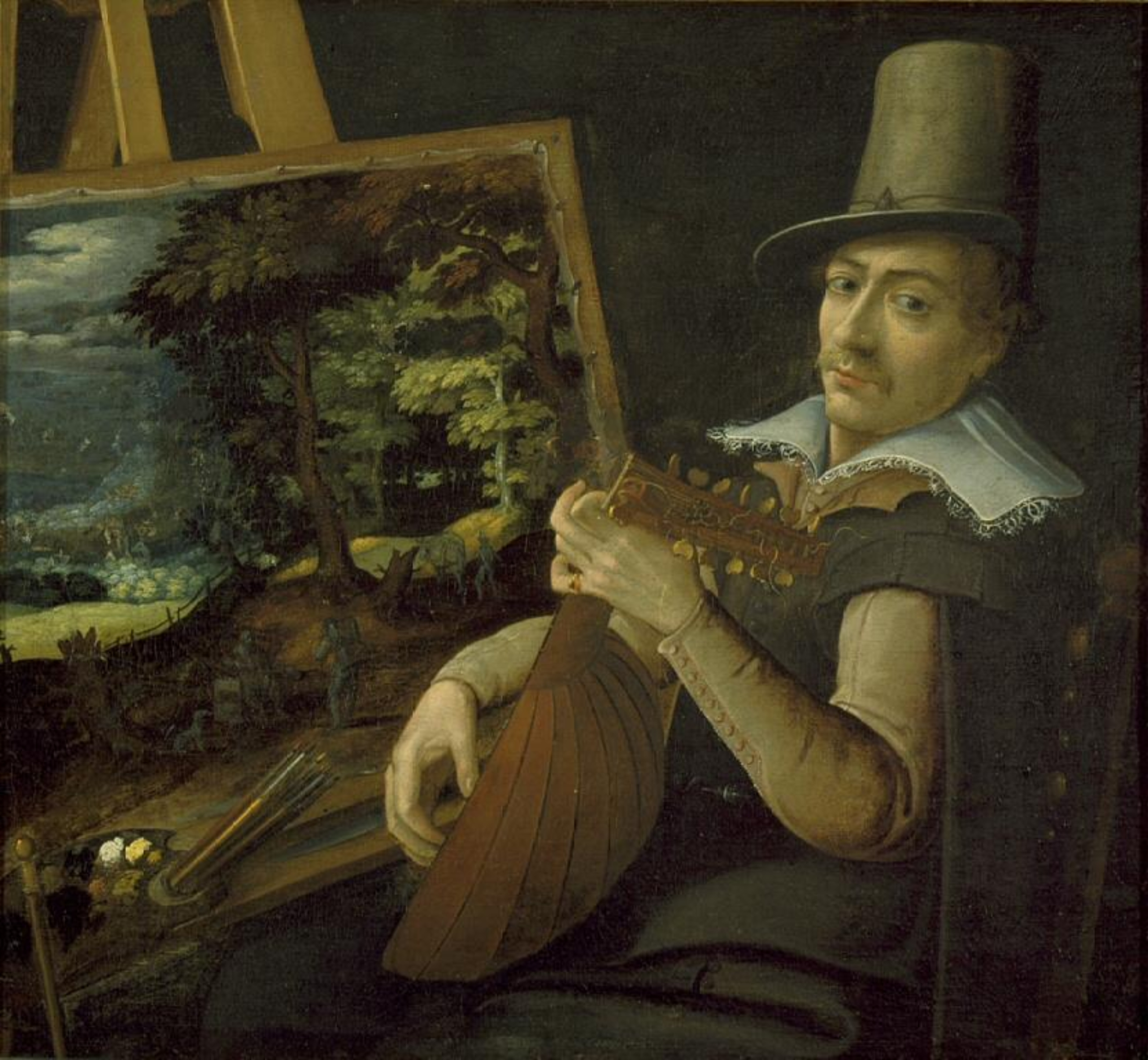
Selbstporträt, 1595–1600, Öl auf Leinwand, 71 × 78 cm, Rhode Island School of Design Museum, Providence

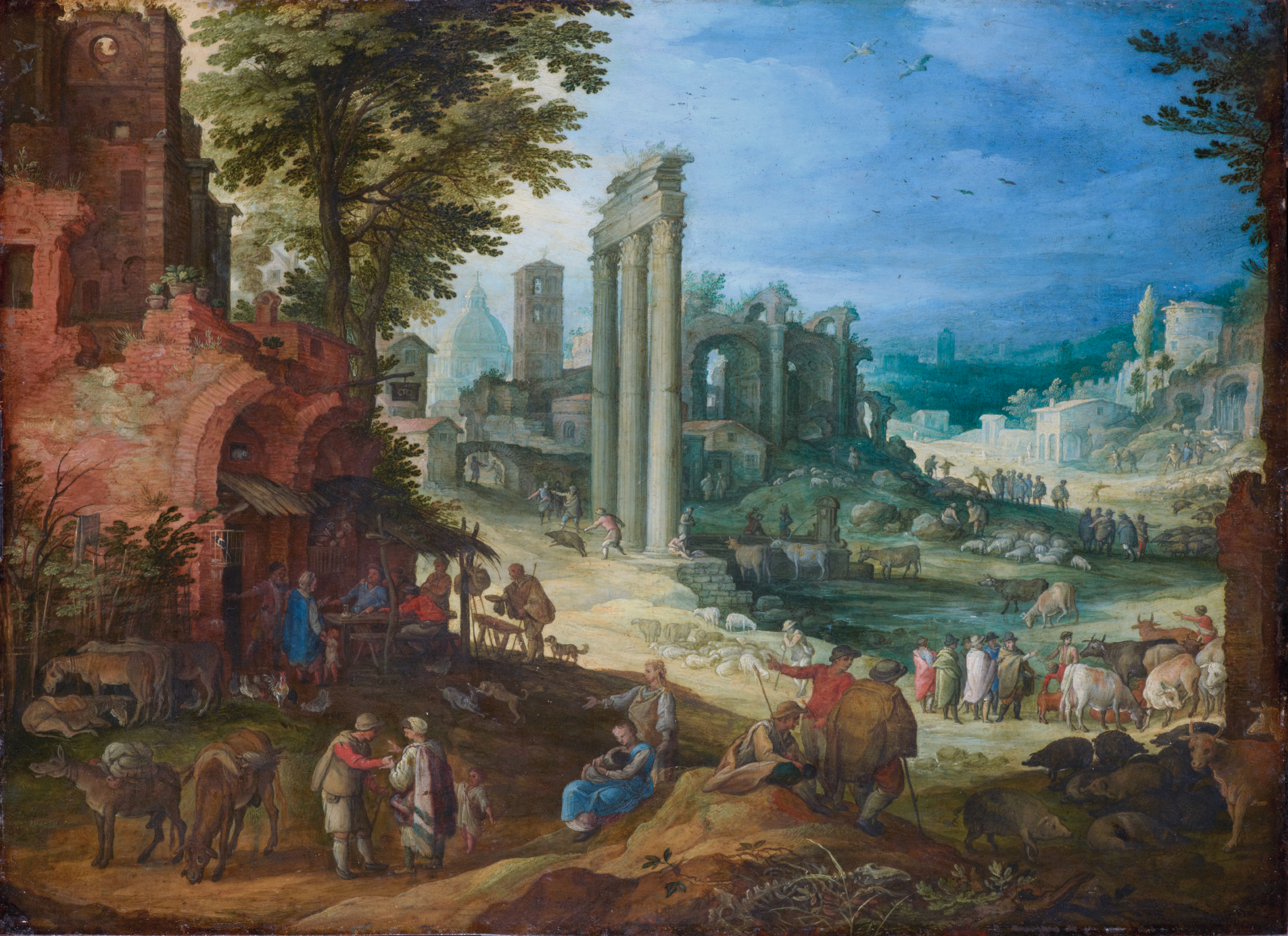
Blick auf das Forum Romanum, 1600, Öl auf Kupfer, 62,5 × 80,0 cm, Gemäldegalerie, Dresden

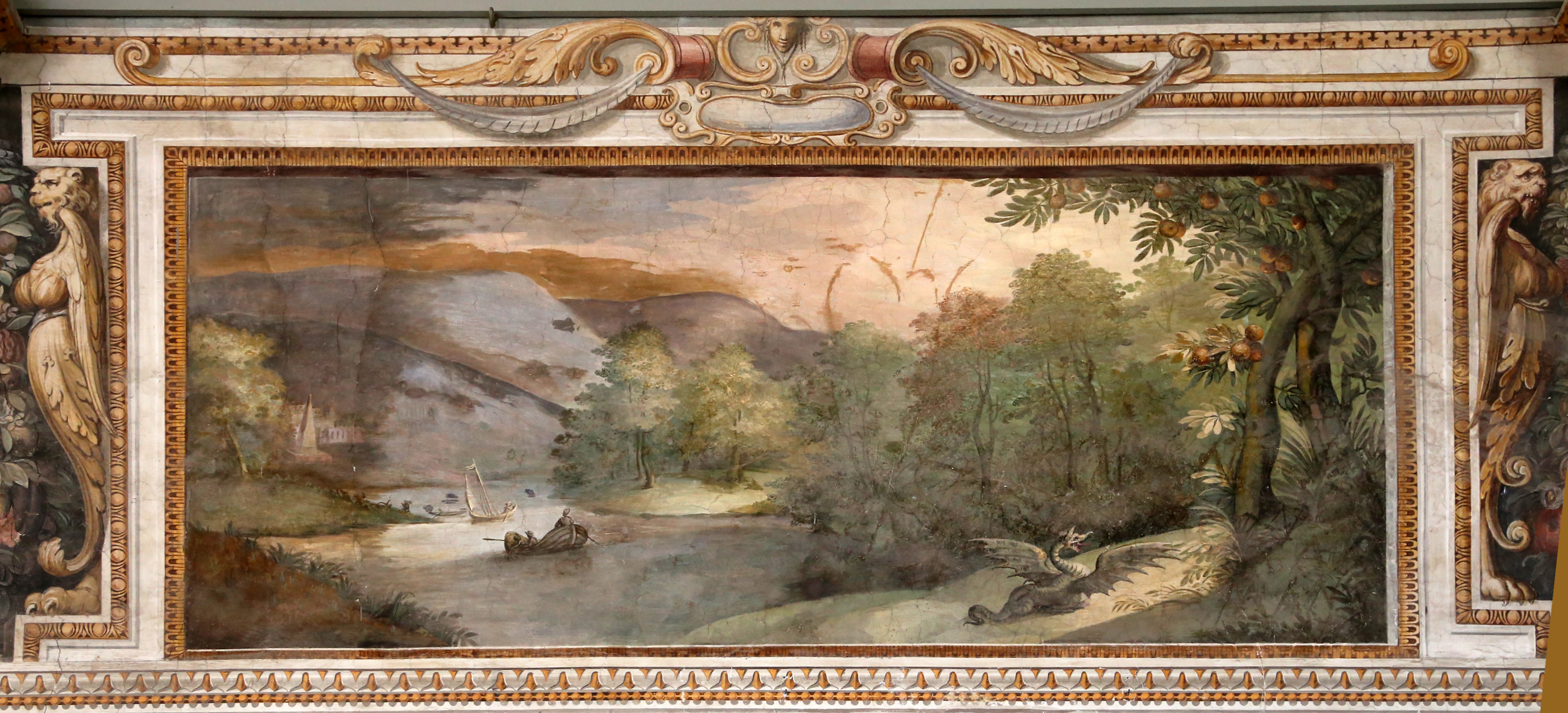
Paul Bril zugeschriebenes Fresko in der Sala Ducale, Vatikanpalast, Rom

Paul Bril oder Brill (Vorname auch: Paulus; * 1553/54 in Antwerpen (oder Breda ?); † 7. Oktober 1626 in Rom) war ein südniederländischer Landschaftsmaler und -freskant zwischen Manierismus und Barock, der vor allem in Italien wirkte.

## Leben
Paul Bril war eins von fünf Kindern des aus Breda stammenden Malers Mathijs Bril d. Ä. (eigentl.: Janszone Baertmaker genannt Mathijs Bril) († 1585) und dessen Frau Anna Timmermans Petersdr. († 1558). Seine Eltern lebten seit mindestens 1540 in Antwerpen, wo auch sein älterer Bruder Matthijs Bril d. J. geboren wurde, der ebenfalls Maler war. Über den Geburtsort von Paul herrscht eine gewisse Unklarheit, in den meisten Quellen wird Antwerpen angegeben, aber 1992 behauptete Saur, er sei „möglicherweise“ in Breda geboren.
Paul war vermutlich zuerst Schüler seines Vaters und machte dann eine Ausbildung bei Damiaen Wortelmans in Antwerpen. Um 1574 war er in Lyon tätig, 1577 wieder in Antwerpen. 1582 zog er dann nach Rom zu seinem Bruder Mathijs Bril und arbeitete mit diesem, sowie mit Niccolò Circignani und Matteo da Siena, im Vatikanpalast an Malereien in der Galerie der Landkarten und im Turm der Winde (torre dei Venti); sein Bruder verstarb jedoch schon im darauf folgenden Jahr und es wird angenommen, dass Paul dessen begonnene Werke fertigstellte.
Paul Bril heiratete 1592 Ottavia Sbarra (begraben am 29. September 1629); der gemeinsame Sohn Cyriacus Bril ergriff auch das Malerhandwerk.
Bril hatte mit seinen Landschaften in Rom großen Erfolg und war im Laufe der folgenden Jahrzehnte an vielen wichtigen Freskendekorationen in den dortigen Palästen und Kirchen beteiligt, so im Lateranspalast und in der Scala Santa (um 1589), in Santa Cecilia in Trastevere (1599), in der Sala Clementina und anderen Räumen des Vatikans (ca. 1602), in der Cappella Paolina von Santa Maria Maggiore (um 1605), im Casino und im Palazzo Rospigliosi (um 1605 und 1609), und im Palazzo Farnese von Caprarola. Daneben schuf er auch Landschaften in Öl in kleinen und mittleren Formaten.
In seiner Werkstatt bildete er auch Schüler aus, darunter Agostino Tassi, den späteren Lehrer von Claude Lorrain, sowie Willem van Nieulandt und Karel Philips Spierincks. Bril war mit Adam Elsheimer befreundet, und zwischen den beiden Malern gab es eine wechselseitige künstlerische Beeinflussung.
Seit März 1602 ist er als Mitglied der römischen Accademia di San Luca nachgewiesen, deren princeps (Leiter) er im Jahr 1620 war.
Nach seinem Tode am 7. Oktober 1626 wurde er in der Kirche der deutschen Gemeinde in Rom, Santa Maria dell’Anima, bestattet.

## Würdigung

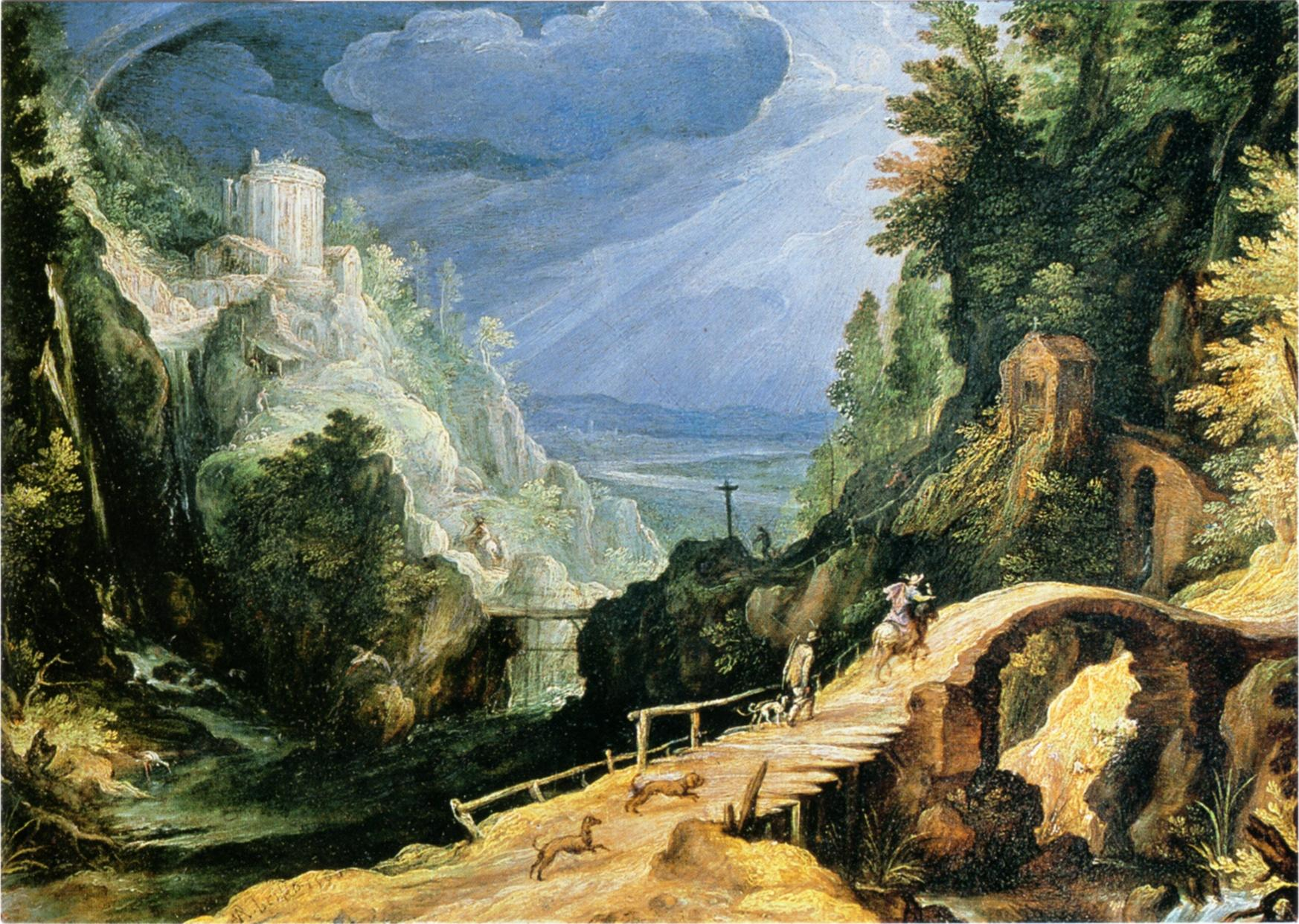
Gebirgslandschaft mit Gewitterhimmel, 1590er Jahre (signiert & datiert), Öl auf Kupfer, 11,8 × 17,5 cm, Wallraf-Richartz-Museum, Köln

Paul Bril malte Landschaften in Fresko und Öl und bezeichnet einen bedeutenden Fortschritt in dieser Kunst, indem er mehr als frühere Maler auf eine einheitliche Beleuchtung hinstrebte. Er malte vor allem Landschaften und Marinen mit kleinen Staffagefiguren, von mythologischem oder christlich-religiösem Inhalt oder mit genreartigen Szenen.
Sein Stil veränderte sich im Laufe der Jahrzehnte erheblich und entsprach zunächst eher der phantastischen Landschaft manieristischer Prägung, von oft dramatischem Schwung und mit gesuchten und gewagten Beleuchtungseffekten. Später wurden die Darstellungen realistischer, ruhiger, weicher und poetischer, einerseits unter Einfluss Adam Elsheimers, aber auch der Carracci-Schule und Albanis. In seinen späteren Werken nach 1600 bzw. nach 1610 malte Bril arkadische Landschaften in einem eindeutig klassizistischen, relativ glatten Stil, nun oft mit Schäfern, Nymphen oder mythologischen Figuren, durchaus auch reale Landschaften aus der Umgebung Roms. Mit diesen Werken war er einer der Vorläufer von Claude Lorrain und Poussin. Jedoch behielt er immer eine Vorliebe für starke Licht-Schatten-Kontraste, ein eher kühleres Kolorit und die Durchführung der Komposition nach Art der niederländischen Maler bei.
Manchmal arbeitete er mit Johannes Rottenhammer zusammen, der in Brils Landschaften die Figuren hineinkomponierte bzw. figürliche Szenen malte, denen Bril die Landschaften hinzufügte. Eine solche arbeitsteilige Vorgehensweise war zu dieser Zeit üblich.
Paul Bril radierte auch verschiedene Blätter. Seine Werke finden sich in vielen Galerien der Welt.
Viele Maler wurden in Rom von Paul Bril beeinflusst, so Adam Elsheimer, Cornelis van Poelenburgh und Bartholomeus Breenbergh.

## Bildergalerie

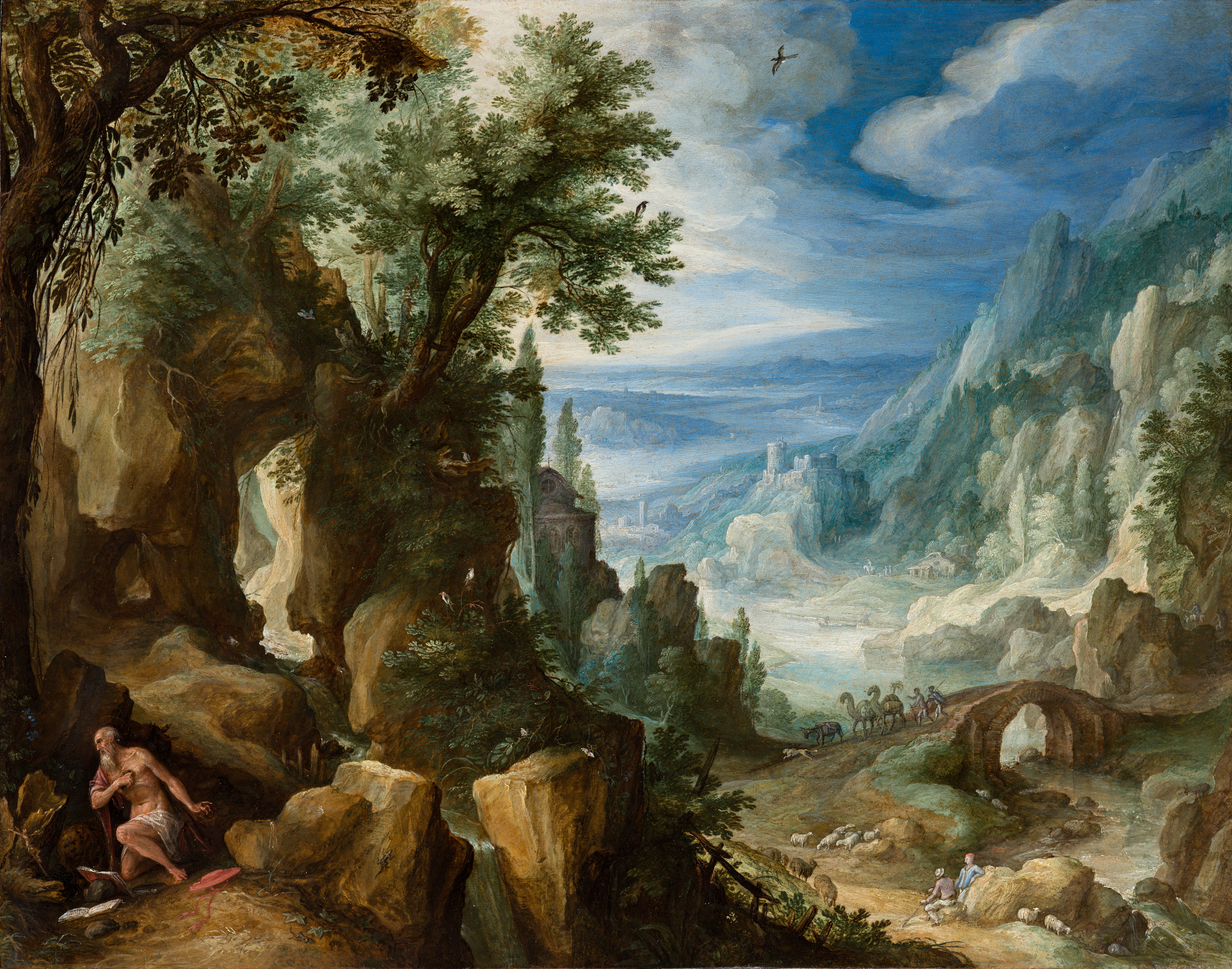
Berglandschaft mit dem heiligen Hieronymus, 1592, Öl auf Kupfer,  25,7 × 32,8 cm, Mauritshuis, Den Haag
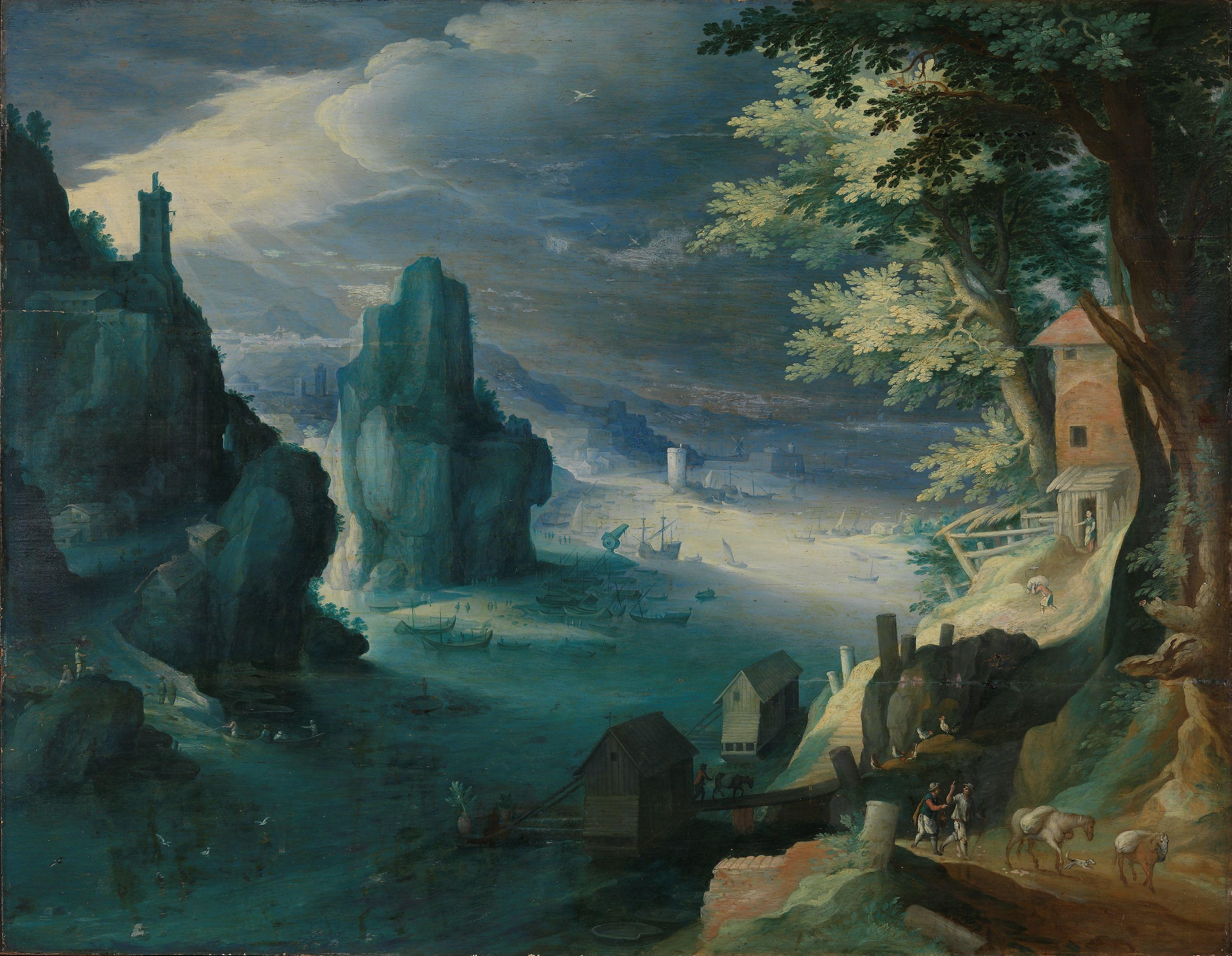
Schiffe in einer felsigen Bucht, 1600–1601, Öl auf Holz, 62,5 × 80,0 cm, Nationalmuseum, Oslo
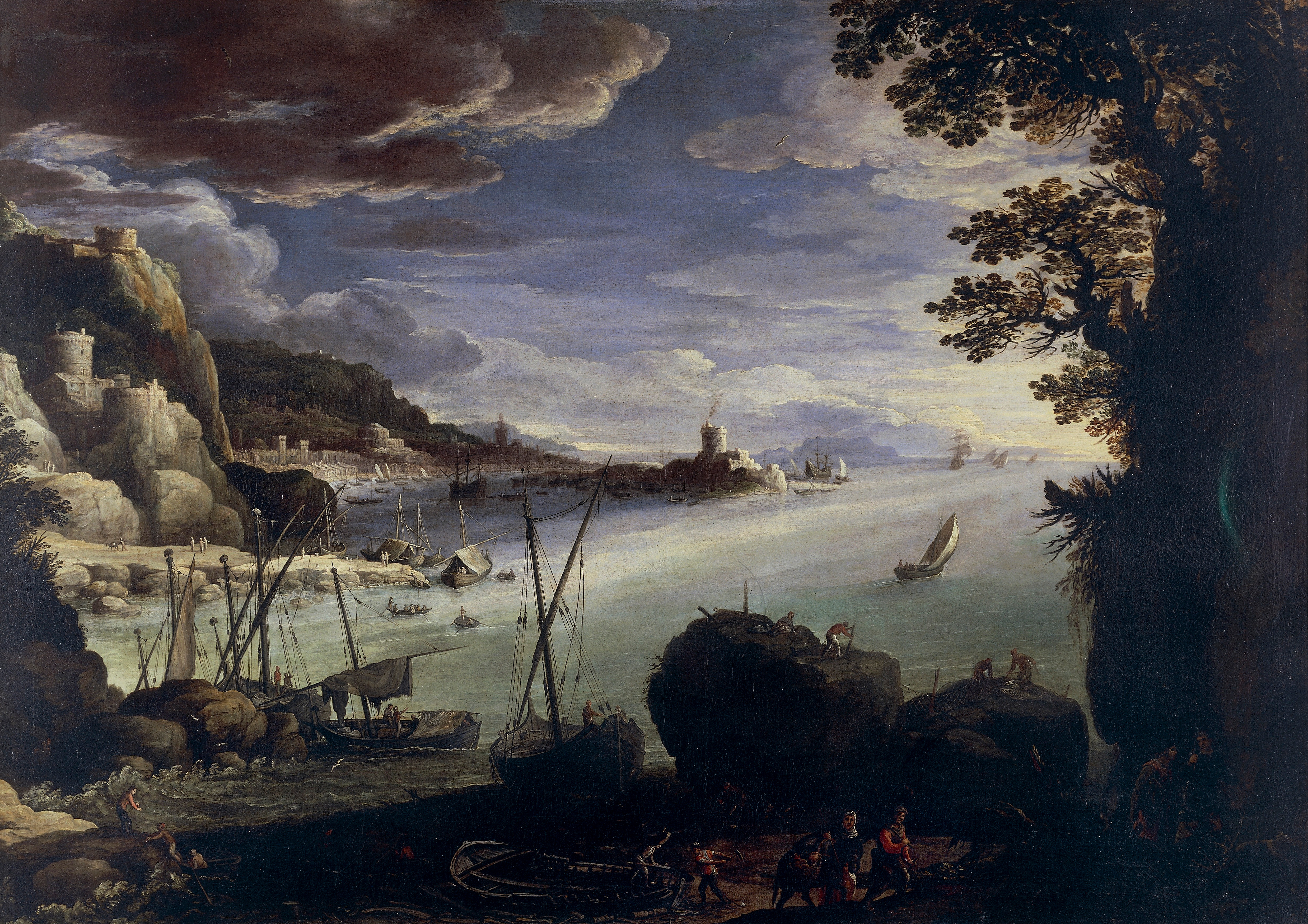
Morgenstimmung in einer Meeresbucht, 1611, Öl auf Leinwand, 104 × 148 cm, Galleria Ambrosiana, Mailand
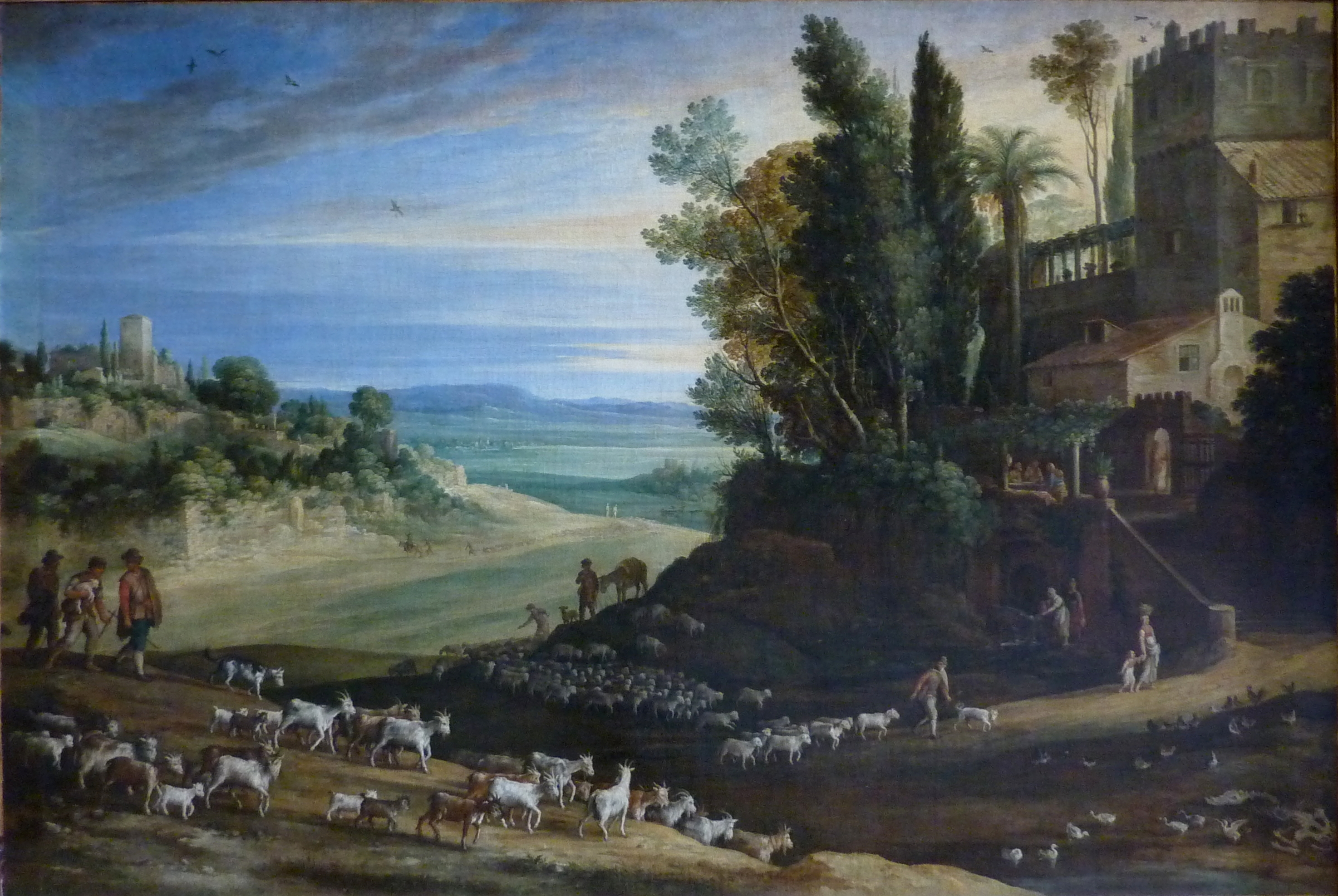
Die Emmaus-Pilger, 1617 (signiert & datiert), Öl auf Leinwand, 95 × 142 cm, Louvre, Paris
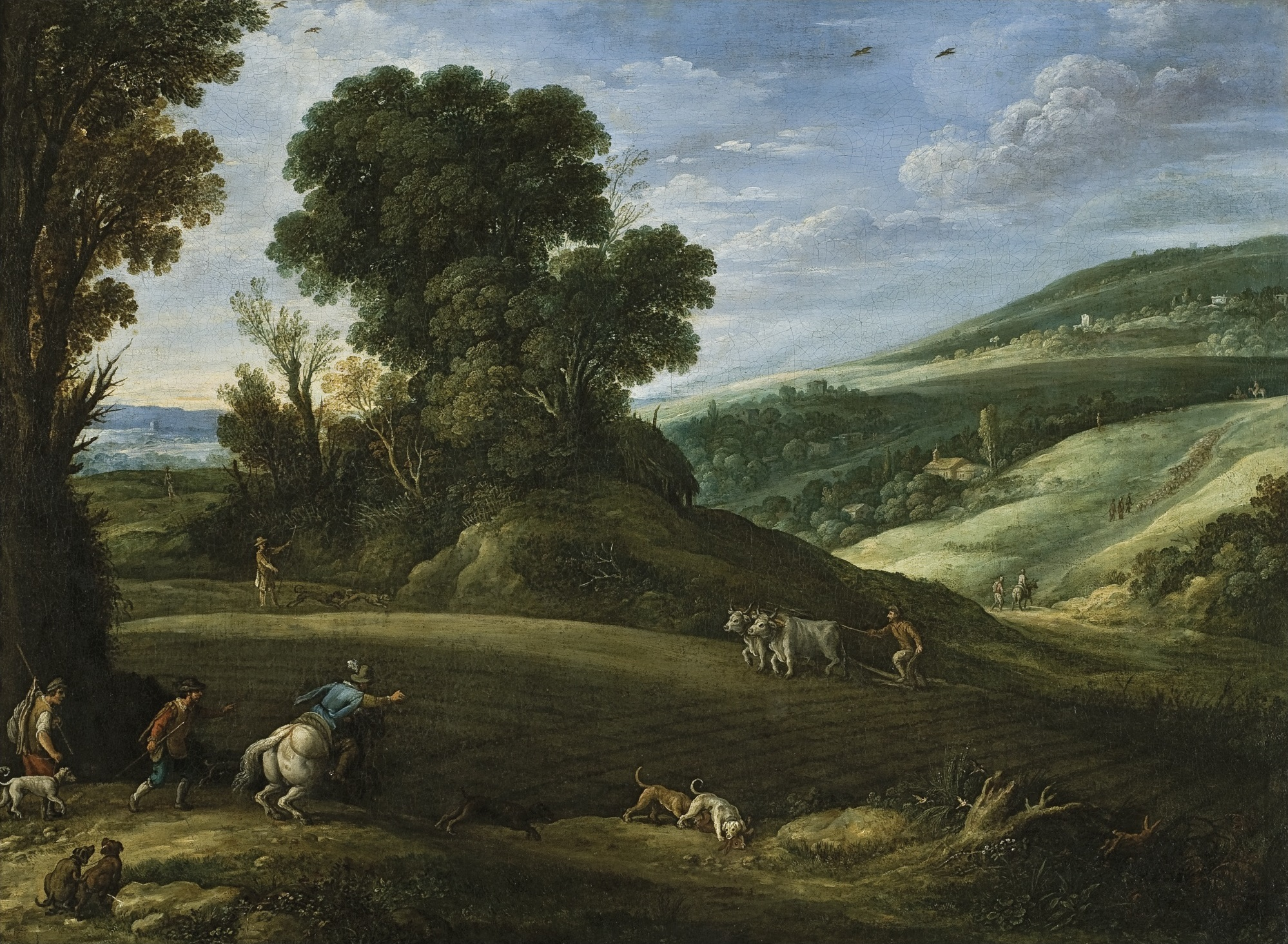
Landschaft mit Bauern und Jäger, 1620 (signiert & datiert), Öl auf Leinwand,  66,1 × 88,5 cm, Privatsammlung (?)
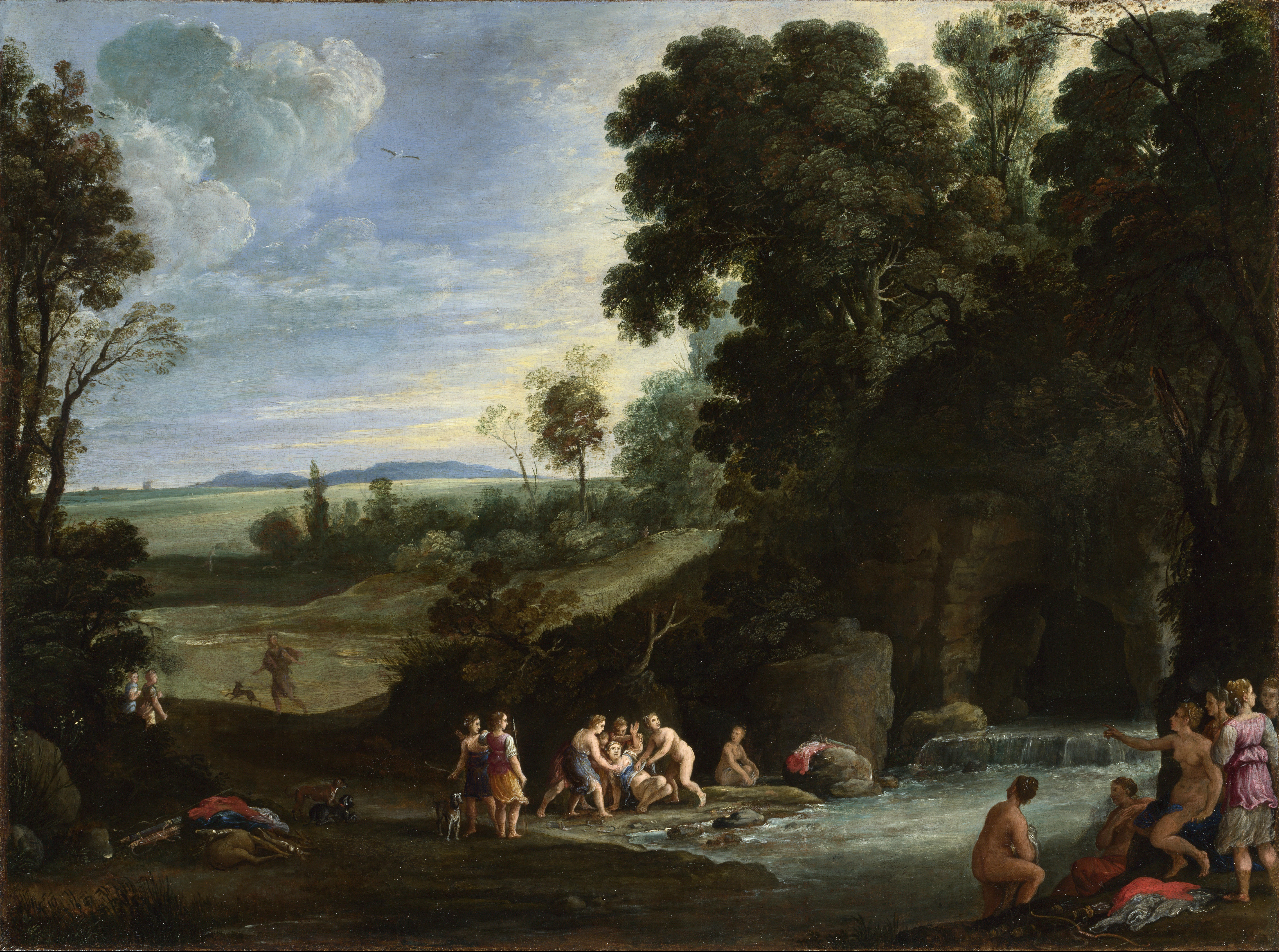
Diana und Kallisto, 1620er Jahre, Öl auf Holz, 49,5 × 72,4 cm, National Gallery, London
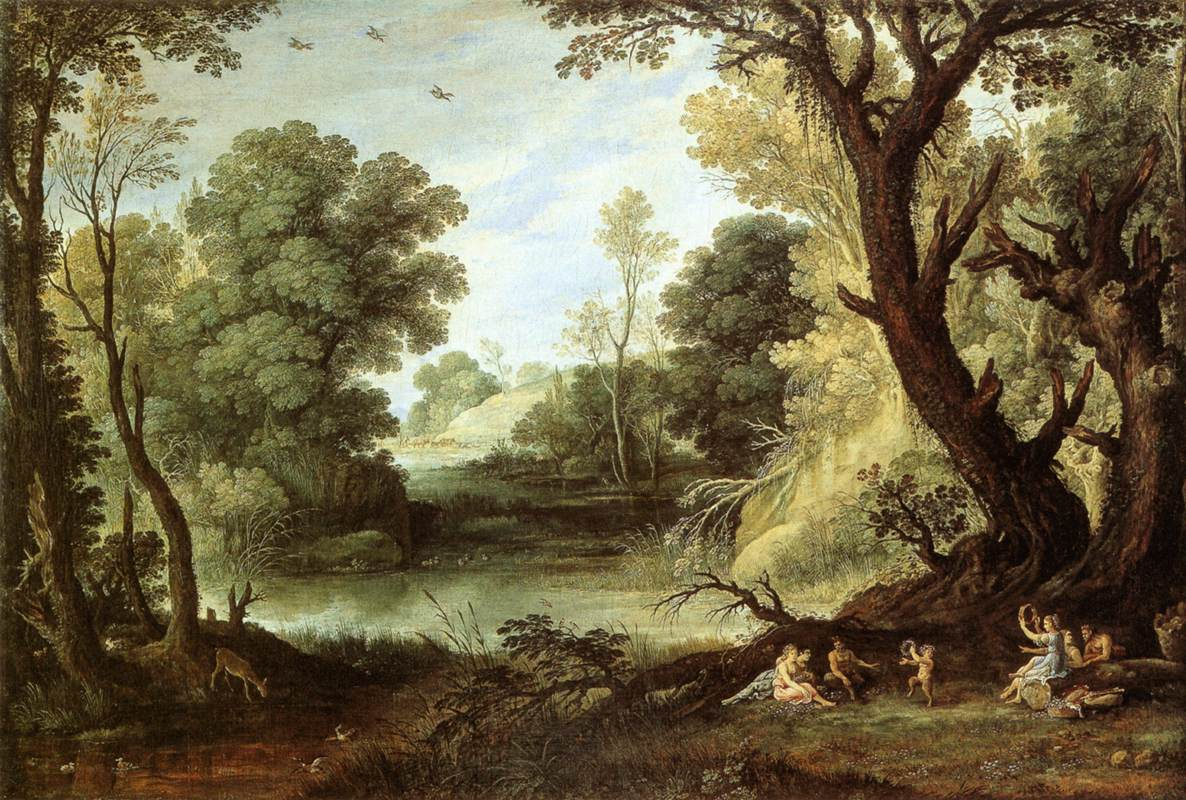
Landschaft mit Nymphen und Satyrn, 1623, Öl auf Leinwand, 71 × 103 cm, Allen Memorial Art Museum, Oberlin (Ohio)

## Werke
- Landschaft bei Tivoli, Öl auf Kupfer, Frankfurt a. M., Staedel
- Landschaft mit Latona und den lykischen Bauern, Berlin, Gemäldegalerie
- Landschaft mit der Flucht nach Ägypten, um 1600, Öl auf Kupfer,
- Landschaft mit Merkur und Battus, 1606, Öl auf Kupfer, 26,5 × 39 cm, Turin, Galleria Sabauda
- Landschaft mit der Versuchung Christi, 1612, Tempera, 14,4 × 19 cm, München
- Turmbau zu Babel, 1591, Öl auf Leinwand, 193,5 × 259,5 cm, 1916 auf Schloss Freienfels, dann Bayerischer Staat: jetzt ausgestellt auf Festung Marienberg bei Würzburg